# Berta Castañé
Berta Castañé García (Sabadell, 5 de noviembre de 2002) es una actriz y modelo española conocida por su participación como Nuria Vega Valverde en la serie Bajo sospecha (2015) y Carolina Solozábal en la serie El secreto de Puente Viejo (2019-2020), ambas en Antena 3.

## Biografía
Berta Castañé nació el 5 de noviembre de 2002 en Sabadell (España), de madre Nuria y padre Juan Carlos y tiene tres hermanas llamadas Carla, Mireia y Joan Castañé .

## Carrera
Berta Castañé empezó en 2013 como modelo infantil para Les enfants de l'eden. Posteriormente, debutó en televisión interpretando un papel principal en la serie de Antena 3 Bajo sospecha, como Nuria Vega Valverde, la prima de una niña que desaparece el día de su comunión y ello da lugar a los acontecimientos de la serie. Más adelante, participó en los telefilmes La española inglesa y Laia. También ha sido embajadora de la firma Hortensia Maeso Girls y, entre otras, ha protagonizado la campaña The Sweet Escape.
En 2016 debutó en cine con la película dirigida por Ventura Pons Oh, quina Joia!. Ese mismo año protagonizó la serie Big Band Clan, en la cadena infantil Clan TV de Televisión Española, con el papel de Ana. En 2017 empezó a interpretar a Julia en la serie de la televisión catalana Com si fos ahir y, más adelante, volvió a participar en la una película de Ventura Pons, Miss Dalí (2018), sobre la historia de Salvador Dalí. En 2019 fue una de las protagonistas de la miniserie original de Netflix Días de Navidad, interpretando el personaje de Esther, que en la edad adulta interpretó Elena Anaya.
En 2019, empezó a interpretar el rol de Carolina Solozábal en la serie diaria de Antena 3 El secreto de Puente Viejo. En 2020 interpretó el papel de Sol en la serie La valla. En el mismo año interpretó el papel de Girl en el cortometraje Mil Batalles.
En 2022 interpretó el papel de Lucía en la serie Todos mienten, estrenada el 28 de enero en Movistar Plus+ y dirigida por Pau Freixas. En enero del mismo año participa en los Premios Feroz por el ciclo Todos mienten. También en 2022 interpretó el papel de Gabi Rey Gómez-Fajardo en la serie de Netflix Bienvenidos a Edén, participación ya anunciada en 2021. También en 2022 protagonizó la serie Heridas. En 2023 protagonizó la tercera temporada de la serie Citas, titulada Citas Barcelona. En el mismo año fue elegida para interpretar el papel de Luisa Garcés Martín en la telenovela emitida en La 1 La Moderna.

## Filmografía

### Cine
| Año  | Título          | Personaje       | Director                      |
| ---- | --------------- | --------------- | ----------------------------- |
| 2016 | Oh, quina joia! | Aina            | Ventura Pons                  |
| 2018 | Miss Dalí       | Anna María      | Ventura Pons                  |
| 2025 | Sigue Mi Voz    | Klara Rodríguez | Inés Pintor, Pablo Santidrián |

### Televisión
| Año         | Título                     | Personaje              | Canal                  | Notas         |
| ----------- | -------------------------- | ---------------------- | ---------------------- | ------------- |
| 2015        | Bajo sospecha              | Nuria Vega Valverde    | Antena 3               | 8 episodios   |
| 2015        | La española inglesa        | Tamsi                  | TVE                    | Telefilme     |
| 2016        | Laia                       | Laia (niña)            | TV3                    | Telefilme     |
| 2016 - 2017 | Big Band Clan              | Ana                    | Clan TV                | 26 episodios  |
| 2017 - 2021 | Com si fos ahir            | Julia                  | TV3                    | 41 episodios  |
| 2019        | Días de Navidad            | Esther                 | Netflix                | 2 episodios   |
| 2019 - 2020 | El secreto de Puente Viejo | Carolina Solozábal     | Antena 3               | 164 episodios |
| 2020        | La valla                   | Sol                    | Antena 3               | 2 episodios   |
| 2022 - 2024 | Todos mienten              | Lucía                  | Movistar+              | 10 episodios  |
| 2022        | Heridas                    | Yolanda (15 años)      | Atresplayer / Antena 3 | 1 episodio    |
| 2022 - 2023 | Bienvenidos a Edén         | Gabi Rey Gómez-Fajardo | Netflix                | 16 episodios  |
| 2023        | Citas Barcelona            | Barbs                  | TV3                    | 1 episodio    |
| 2023 - 2024 | La Moderna                 | Luisa Garcés Martín    | La 1                   | 126 episodios |

### Cortometrajes
| Año  | Título       | Personaje | Director         |
| ---- | ------------ | --------- | ---------------- |
| 2020 | Mil Batalles | Girl      | Dani Feixas Roka |